# Fear and Loathing
Fear and Loathing é uma canção da cantora e compositora galesa Marina and the Diamonds, retirado do seu segundo álbum de estúdio, Electra Heart.

## Videoclipe
No dia 8 de Agosto de 2011, Diamandis postou em sua conta oficial no YouTube um videoclipe intitulado "Part 1: Fear and Loathing", contendo a descrição "Electra Heart: The Start" (em português, "Electra Heart: O Início"). Dirigido por Caspar Balslev, o vídeo mostra Diamandis em frente ao espelho de um banheiro cortando seu próprio cabelo. 